# EHF Cup 2017-2018 (pallamano maschile)
L'EHF Cup 2017-2018 è la 37ª edizione della EHF Cup, la seconda coppa per club più importante d'Europa ed è organizzata dall'European Handball Federation (EHF),ed è la sesta edizione dopo la fusione con l'EHF Cup Winners' Cup.

## Qualificazioni
Le qualificazioni consistono in tre round di qualificazione. Al primo turno giovano le squadre con ranking più basso. I vincitori al termine delle gare di andata a e di ritorno passano al turno successivo. Al termine del terzo turno le squadre vincitrici si qualificano per la fase a gironi.
Per ogni turno la prima estratta al sorteggio gioca le partite in casa. Tuttavia, si può richiedere di giocare le gare di andata e ritorno nella stessa sede.

### Round 1
Un totale di 30 squadre si sono qualificate al primo turno di qualificazione. Le gare di andata sono state giocate tra il 7 e il 8 settembre mentre le gare di ritorno tra 14 e 15 settembre 2017.
| Squadra 1                     | Totale | Squadra 2             | Andata | Ritorno |
| ----------------------------- | ------ | --------------------- | ------ | ------- |
| SG INSIGNIS Handball Westwien | 57–55  | Bregenz Handball      | 30–28  | 27–27   |
| RK Partizan 1949 Tivat        | 39–70  | Achilles Bocholt      | 19–38  | 20–32   |
| Handball Esch                 | 50–57  | OIF Arendal           | 25–29  | 25–28   |
| HC Olimpus-85 USEFS           | 48–84  | Maccabi Rishon LeZion | 20–39  | 28–45   |
| Afturelding                   | 52–55  | BSK Handball Elite    | 25–26  | 27–29   |
| HRK Gorica                    | 43–46  | Põlva Serviti         | 21–21  | 22–25   |
| Valur                         | 64–58  | SSV Bozen Loacker     | 34–27  | 30–31   |
| KH BESA Famiglia              | 52–56  | Beykoz BLD SK         | 29–21  | 23–35   |
| S.L. Benfica                  | 74–48  | HC Dinamo Pancevo     | 39–20  | 35–28   |
| RK Ohrid 2013                 | 48–47  | KRAS/Volendam         | 24–24  | 24–23   |
| Talent M.A.T. Plzen           | 50–39  | Olympiacos S.F.P.     | 21–21  | 29–18   |
| HC Kriens-Luzern              | 45–43  | ZTR Zaporižžja        | 24–20  | 21–23   |
| HC Dukla Prague               | 52–61  | FH Hafnarfjardar      | 27–30  | 25–31   |
| Klaipeda Dragunas             | 71–72  | RK Dubrava            | 36–36  | 35–36   |
| AC Doukas                     | 37–59  | RK Vojvodina          | 13–33  | 24–26   |

### Round 2
Si sono qualificate 32 squadre per il secondo turno di qualificazione. L'andata si è giocata tra Il 7 e il 8 ottobre mentre il ritorno si è giocato tra il 14 e il 15 ottobre 2017.
| Squadra 1                     | Totale | Squadra 2                | Andata | Ritorno |
| ----------------------------- | ------ | ------------------------ | ------ | ------- |
| Helvetia Anaitasuna           | 70–49  | Talent M.A.T. Plzeň      | 40–26  | 30–23   |
| Maccabi Rishon LeZion         | 51–60  | Chambéry Savoie Handball | 24–29  | 27–31   |
| Csurgói KK                    | 59–60  | RK Dubrava               | 33–24  | 26–36   |
| S.L. Benfica                  | 49–50  | Gwardia Opole            | 28–24  | 21–26   |
| Põlva Serviti                 | 46–59  | RK Nexe Našice           | 25–27  | 21–32   |
| Balatonfüredi KSE             | 55–41  | Valur                    | 27–22  | 28–19   |
| FH Hafnarfjordur              | 63–62  | Saint Petersburg HC      | 32–27  | 31–35   |
| OCI-Lions                     | 51–57  | ØIF Arendal              | 25–28  | 26–29   |
| Pfadi Winterthur              | 61–39  | RK Vojvodina             | 35–22  | 26–17   |
| SG INSIGNIS Handball Westwien | 45–59  | Wacker Thun              | 22–27  | 23–32   |
| Beykoz BLD SK                 | 48–71  | HK Malmö                 | 27–36  | 21–35   |
| RK Ohrid 2013                 | 46–81  | FC Porto                 | 20–37  | 26–44   |
| CSM Bucarest                  | 56–63  | SKA Minsk                | 26–30  | 30–33   |
| Achlles Bocholt               | 65–72  | Riimahki Cocks           | 40–35  | 25–37   |
| HC Dobrogea Sud Constanta     | 51–46  | BSK Handball Elite       | 24–22  | 27–24   |
| HC Kriens-Luzern              | 32–65  | TTH Holstebro            | 16–27  | 16–38   |

### Round 3
Per il terzo turno di qualificazione si sono qualificate 32 squadre. L'andata si è giocate tra il 15, 18, 19 e 25 novembre mentre il ritorno si è giocato tra il 23 e il 26 novembre 2017.
| Squadra 1                  | Totale | Squadra 2                 | Andata | Ritorno |
| -------------------------- | ------ | ------------------------- | ------ | ------- |
| Ribe-Esbjerg HH            | 50–52  | RK Nexe Našice            | 29–26  | 21–26   |
| SKA Minsk                  | 66–63  | Naturhouse La Rioja       | 36–28  | 30–35   |
| KS Azoty-Puławy            | 59–59  | TTH Holstebro             | 30–27  | 29–32   |
| Saint-Raphaël Var Handball | 81–60  | RK Dubrava                | 40–29  | 41–31   |
| FC Porto                   | 52–63  | Füchse Berlin             | 27–30  | 25–33   |
| Fraikin Granollers         | 55–46  | Balatonfüredi KSE         | 28–21  | 27–25   |
| HK Malmö                   | 50–59  | Bjerringbro-Silkeborg     | 25–23  | 25–36   |
| SC Magdeburgo              | 53–52  | HC Dobrogea Sud Constanta | 27–25  | 26–27   |
| CYEB Budakalasz            | 48–61  | Helvetia Anaitasuna       | 27–35  | 21–26   |
| Lugi HF                    | 51–46  | Pfadi Winterthur          | 29–29  | 22–17   |
| Gwardia Opole              | 51–52  | RD Koper 2013             | 30–25  | 21–27   |
| Riihimäki Cocks            | 49–46  | RD Riko Ribnica           | 24–17  | 25–29   |
| Frisch Auf Göppingen       | 58–48  | ØIF Arendal               | 27–27  | 31–21   |
| HT Tatran Prešov           | 47–47  | FH Hafnarfjordur          | 24–21  | 23–26   |
| Wacker Thun                | 40–40  | Alpla HC Hard             | 19–17  | 21–23   |
| Grundfos Tatabánya KC      | 46–47  | Chambéry Savoie Handball  | 25–24  | 21–23   |

## Fase a gironi

### Sorteggi e formula
Le 16 squadre qualificate alla fase a gironi sono state raggruppate in 4 fasce per il sorteggio in base al ranking. 
Le squadre della stessa nazione non saranno sorteggiate nello stesso girone.
I criteri da seguire in caso di arrivo a pari punti sono:
- punti ottenuti negli scontri diretti;
- differenza reti negli scontri diretti;
- maggior numero di reti segnate negli scontri diretti;
- differenza reti generale;
- maggior numero di reti segnate in generale.

Qualora questi criteri non soddisfino una squadra si procederà con l'estrazione a sorte, nella sede dell'EHF a Vienna davanti ai responsabili di ogni squadra.

### Fasce d'estrazione
| Prima fascia                                                           | Seconda fascia                                                            | Terza fascia                                                               | Quarta fascia                                      |
| ---------------------------------------------------------------------- | ------------------------------------------------------------------------- | -------------------------------------------------------------------------- | -------------------------------------------------- |
| SKA Minsk Chambéry Savoie Handball Frisch Auf Göppingen Füchse Berlino | Bjerringbro-Silkeborg Helvetia Anaitasuna KS Azoty-Puławy Riihimäki Cocks | RK Nexe Našice Fraikin Granollers SC Magdeburgo Saint-Raphaël Var Handball | Wacker Thun RK Koper 2013 HT Tatran Prešov Lugi HF |

### Girone A
|  | Pos. | Squadra               | Pt | G | V | N | S | GF  | GS  | D   |
|  | ---- | --------------------- | -- | - | - | - | - | --- | --- | --- |
|  | 1.   | SC Magdeburgo         | 10 | 6 | 5 | 0 | 1 | 192 | 175 | +35 |
|  | 2.   | Bjerringbro-Silkeborg | 6  | 6 | 3 | 0 | 3 | 166 | 167 | -1  |
|  | 3.   | SKA Minsk             | 5  | 6 | 2 | 1 | 3 | 177 | 178 | -1  |
|  | 4.   | HT Tatran Prešov      | 3  | 6 | 1 | 1 | 4 | 146 | 179 | -33 |

### Girone B
|  | Pos. | Squadra                    | Pt | G | V | N | S | GF  | GS  | D   |
|  | ---- | -------------------------- | -- | - | - | - | - | --- | --- | --- |
|  | 1.   | Füchse Berlino             | 10 | 6 | 5 | 0 | 1 | 185 | 154 | +31 |
|  | 2.   | Saint-Raphaël Var Handball | 10 | 6 | 5 | 0 | 1 | 183 | 165 | +18 |
|  | 3.   | Helvetia Anaitasuna        | 4  | 6 | 2 | 0 | 4 | 174 | 201 | -27 |
|  | 4.   | Lugi HF                    | 0  | 6 | 0 | 0 | 6 | 169 | 191 | -22 |

### Girone C
|  | Pos. | Squadra              | Pt | G | V | N | S | GF  | GS  | D   |
|  | ---- | -------------------- | -- | - | - | - | - | --- | --- | --- |
|  | 1.   | Frisch Auf Göppingen | 12 | 6 | 6 | 0 | 0 | 177 | 144 | +33 |
|  | 2.   | RK Nexe Našice       | 8  | 6 | 4 | 0 | 2 | 164 | 152 | +12 |
|  | 3.   | RD Koper 2013        | 2  | 6 | 1 | 0 | 5 | 152 | 168 | -16 |
|  | 4.   | Riihimäki Cocks      | 2  | 6 | 1 | 0 | 5 | 143 | 172 | -29 |

### Girone D
|  | Pos. | Squadra                  | Pt | G | V | N | S | GF  | GS  | D   |
|  | ---- | ------------------------ | -- | - | - | - | - | --- | --- | --- |
|  | 1.   | Fraikin Granollers       | 9  | 6 | 4 | 1 | 1 | 175 | 157 | +18 |
|  | 2.   | Chambéry Savoie Handball | 9  | 6 | 4 | 1 | 1 | 162 | 152 | +10 |
|  | 3.   | KS Azoty-Puławy          | 4  | 6 | 2 | 0 | 4 | 168 | 179 | -11 |
|  | 4.   | Wacker Thun              | 2  | 6 | 1 | 0 | 5 | 152 | 169 | -17 |

### Round a eliminazione per le seconde classificate
Visto che il Magdeburg, squadra organizzatrice delle Final4, si è classificata al primo posto del suo girone, è stato necessario trovare le altre tre squadre per i quarti di finale. Le squadre seconde classificate di ogni girone hanno partecipato ad un girone all'italiana con gare di andata e ritorno e le prime tre squadre al termine del girone, si sono qualificate per i quarti di finale.
| Girone | Squadra                    | PG | V | N | P | GF  | GS  | DR  | PTI |
| ------ | -------------------------- | -- | - | - | - | --- | --- | --- | --- |
| A      | Saint-Raphaël Var Handball | 6  | 5 | 0 | 1 | 183 | 165 | +18 | 10  |
| D      | Chambéry Savoie Handball   | 6  | 4 | 1 | 1 | 162 | 152 | +10 | 9   |
| C      | RK Nexe Našice             | 6  | 4 | 0 | 2 | 164 | 152 | +12 | 8   |
| B      | Bjerringbro-Silkeborg      | 6  | 3 | 0 | 3 | 166 | 167 | -1  | 6   |

## Quarti di Finale
| Prima Fascia         |
| -------------------- |
| Frisch Auf Göppingen |
| Frainkin Granollers  |
| Füchse Berlino       |

| Seconda Fascia             |
| -------------------------- |
| Saint-Raphaël Var Handball |
| RK Nexe Našice             |
| Chambéry Savoie Handball   |

| Squadra 1                  | Totale | Squadra 2            | Andata | Ritorno |
| -------------------------- | ------ | -------------------- | ------ | ------- |
| Saint-Raphaël Var Handball | 67–63  | Frainkin Granollers  | 37–23  | 30–40   |
| RK Nexe Našice             | 44–45  | Füchse Berlino       | 28–20  | 16–25   |
| Chambéry Savoie Handball   | 54–61  | Frisch Auf Göppingen | 27–30  | 27–31   |

## Final4

### Semifinali
| Squadra 1            | Squadra 2      | Risultato                |
| -------------------- | -------------- | ------------------------ |
| Saint-Raphaël        | SC Magdeburgo  | Magdeburgo, 19 mag. 2018 |
| Saint-Raphaël        | SC Magdeburgo  | 28 – 27                  |
| Frisch Auf Göppingen | Füchse Berlino | Magdeburgo, 19 mag. 2018 |
| Frisch Auf Göppingen | Füchse Berlino | 24 – 27                  |

### Finale 3/4 posto
| Squadra 1     | Squadra 2            | Risultato                |
| ------------- | -------------------- | ------------------------ |
| SC Magdeburgo | Frisch Auf Göppingen | Magdeburgo, 20 mag. 2018 |
| SC Magdeburgo | Frisch Auf Göppingen | 35 – 25                  |

### Finale
| Squadra 1                  | Squadra 2      | Risultato                |
| -------------------------- | -------------- | ------------------------ |
| Saint-Raphaël Var Handball | Füchse Berlino | Magdeburgo, 20 mag. 2018 |
| Saint-Raphaël Var Handball | Füchse Berlino | 25 – 28                  |